# Прокоп, Валерия Ивановна
Вале́рия Ива́новна Про́коп (род. 6 июня 1941, Тбилиси, Грузинская ССР, СССР) — советская и российская актриса театра; народная артистка Российский Федерации (2006), лауреат Государственной премии РСФСР имени К. С. Станиславского (1973).

## Биография
Валерия Прокоп родилась 6 июня 1941 года в городе Тбилиси Грузинской ССР.
Окончила актёрское отделение театральной студии при Русском государственном ТЮЗе в родном Тбилиси. В 1961 году была приглашена на работу в этот театр.
После работала в Тульском областном драматическом театре имени М. Горького.
С 1966 года по настоящее время является актрисой Омского государственного академического театра драмы.

### Личная жизнь
- Первый муж — Ножери Давидович Чонишвили (18 октября 1926 — 2 ноября 1987), советский актёр. Народный артист РСФСР (1974).
  - Сын — Сергей Ножериевич Чонишвили (род. 3 августа 1965), советский и российский актёр. Заслуженный артист РФ (1999).
  - Внучка — Елена Чонишвили (род. 21 июля 1991), российская актриса и продюсер.[4]
- Второй муж — Валерий Иванович Алексеев (род. 7 апреля 1948), советский театральный актёр, режиссёр, педагог. Народный артист РФ (1997).

## Роли в театре

### Тбилисский театр юного зрителя
- Работница на стройке — «Продолжение легенды» А. Кузнецова
- Пионервожатая Лидия Михайловна Иванова — «Друг мой, Колька» А. Хмелика
- Девочка — «Сказка о сказках» А. Зака, И. Кузнецова
- Зоя Лезгина — «Всё это не так просто» Г. Шмелёва
- Шура Тычинкин — «Сомбреро» С. Михалкова
- Майка — «Приключения Кроша» А. Рыбакова
- Белка — «Сказка о царе Салтане»,  Царевна — «Сказка о мёртвой царевне» А. Пушкина
- Катя Мурашёва — «Я тебя найду» Л. Ошанина, Е. Успенского
- Зойка — «Детям до 16 лет» Любгиновой

### Омский государственный академический театр драмы
С 1966 года по настоящее время Валерия Прокоп служит в Омском государственном академическом театре драмы, где в разные периоды исполняла следующие роли:
- Принцесса Апрелия — «Оловянные кольца» Т. Габбе
- Девушка — «Ночная повесть» К. Хоиньски
- Асканио — Испанский священник" Д. Флетчера
- Катя — «Соловьиная ночь» В. Ежова
- Ленка Волкова — «Возраст расплаты» (Верхом на дельфине") Л. Жуховицкого
- Босоножка — «Сирано де Бержерак» Э. Ростана
- Вера — «Сослуживцы» Э. Рязанова, Э. Брагинского
- Катя — «Валентин и Валентина» М. Рощина
- Полина — «Доходное место» А. Н. Островского
- Шен Те, Шуи Та — «Добрый человек из Сезуана» Б. Брехта
- Таисия Черненко — «Соленая Падь» С. Залыгина
- Мать Бачаны Рамишвили — «Закон вечности» Н. Думбадзе
- Регана — «Король Лир» У. Шекспира
- Элико — «Варлам, сын Захария» И. Гаручавы, П. Хотяновского
- Вера — «Продается японское пальто из парашютного шелка» А. Маслюковой
- Юрьева — "Женский стол в «Охотничьем зале» В. Мережко
- Клеопатра Максимовна, Мария Лукьяновна Подсекальникова — «Самоубийца» Н. Эрдмана
- Эстер — «Священные чудовища» Ж. Кокто
- Самохвалова — «Восточная трибуна» А. Галина
- Алина Силикашвили — «Моя любовь на третьем курсе» М. Шатрова
- Лиза — «Дети солнца» М. Горького
- Елена Кривцова — «Мещане» М. Горького
- Донья Хуана — «Дон Хиль Зелёные Штаны» Тирсо де Молины
- Альбина — «Комната» Э. Брагинского
- Павла Петровна Бальзаминова — «Мой бедный Бальзаминов» по трилогии А. Н. Островского
- Люба — «Сердце, молчи!…» («Московский хор») Л. Петрушевской
- Джейн Копкрофт — «Сегодня же Рождество!» А. Эйкборна
- Бардольф — «Виндзорские насмешники» У. Шекспира
- Мария — «Деньги для Марии» В. Распутина
- Соня — «Преступление и наказание» Ф. М. Достоевского
- Мать невесты — «Мещанская свадьба» Б. Брехта
- Анна Павловна — «Живой труп» Л. Толстого
- Поленька — «Мое сердце с тобой» А. Чепурина
- Вера Шаповалова — «Дом, котоый приносит счастье» А. Данилова, В. Иокара
- Лаура — «Стеклянный зверинец» Т. Уильямса
- Марийка — «Солдатская вдова» Н. П. Анкилова
- Римма — «Человек со стороны» И. Дворецкого
- Наташа — «На дне» М. Горького
- Царица Мария — «Смерть Иоанна Грозного» А. К. Толстого
- Кэрол Катрир — «Орфей спускается в ад» Т. Уильямса
- Таня — «Прощание в июне» А. Вампилова
- Алена — «Муж и жена снимут комнату» М. Рощина
- Ирина — «Три сестры» А. П. Чехова
- Ника — «Из записок Лопатина» К. Симонова
- Мария — «Мария» А. Д. Салынского
- Мертл — «Царствие земное» Т. Уильямса
- Мурзавецкая — «Волки и овцы» А. Н. Островского
- Марианна — «Сцены из супружеской жизни» И. Бергман
- Офелия — «Гамлет» Шекспира
- Елена Альвинг — «Привидения» Г. Ибсена
- Ирма — Королева — «Балкон» Ж. Жене
- Тетка — «Одна абсолютно счастливая деревня» Борис Вахтин
- Госпожа Хубалек — «Биография» М. Фриш
- Миссис Уэбб — «Наш городок» Т. Уайлдера
- Лидия Сергеевна — «Мать и сын» Р. Солнцева
- Элейн Мацони, Бобби Митчел, Жанет Фишер — «Последний пылкий влюбленный» Нил Саймон
- Ивонна — «Несносные родители» Жан Кокто
- Мартина, жена Сганареля — «Лекарь поневоле» Ж.-Б. Мольера
- Жена полковника — «Полковнику никто не пишет» Г. Гарсиа Маркеса
- Коробочка — «Брат Чичиков» Нина Садур
- Паулина, жена Антигона — «Зимняя сказка» Уильям Шекспир
- Мисс Бардль, квартирная хозяйка Пиквика — «Пиквикский клуб» Диккенса
- Ануш — «Ханума» Авксентий Цагарели
- Софья Игнатьевна Турусина — «На всякого мудреца довольно простоты» А. Н. Островского
- Виолетта Вестон, жена Беверли — «Август. Графство Осэйдж» Трейси Леттс
- Старейшина женщин — «Лисистрата» Аристофана
- Бабушка, мать Оли — «Экспонаты» Вячеслава Дурненкова
- Прасковья Сергеевна Лямина, сестра Бориса Тимофеевича Измайлова, купчиха — «Леди Макбет Мценского уезда» Н. С. Лескова
- Серафима, ангел — «Небо на двоих» по мотивам пьесы О. Богаева «Марьино поле»
- Луизелла — «Голодранцы-аристократы» Эдуардо Скарпетта
- Волумния — «Кориолан. Начало» У. Шекспира
- Паня — «Зелёная зона» Михаила Зуева
- Мадлена Бежар, актриса — «Кабала святош» М. А. Булгакова
- Эллен Мэнвилл — «Любовь» М. Шизгала
- Алина — «Смотрите, кто пришёл», В. Арро
- Пузырева-мать — «Про ёлку у Ивановых» А. Введенского
- Алёна — «Московские кухни» Ю. Кима
- Дама — «Смерть не велосипед, чтоб её у тебя украли» Б. Срблянович
- Гликерия — «Время женщин» Е. Чижовой
- Бобе, мать Муни — «На чемоданах» Х. Левина
- Маргарита — «Отец» А. Стриндберга
- Эльвира — «Последняя женщина сеньора Хуана», Л. Жуховицкого
- Шарлотта Ивановна — «Вишневый сад», А. Чехова
- Коринкина — «Среди людей дурного поведения», А. Островского
- Фея, эльф — «Ночь любовных помешательств», У. Шекспира
- Мавра Тарасовна — «Правда хорошо, а счастье лучше», А. Островского
- «Время секонд хэнд», С. Алексиевич
- Эльза — «Дракон», Е. Шварца
- Купер Люси, мать — «Дальше — тишина…», В. Дельмар
- Атуева — «Свадьба Кречинского», А. Сухово-Кобылина

## Работы на Омской студии телевидения
- Савина — «Элегия», П. Павловского
- Катя — «Помилования не будет», Б. Горбатова

## Награды и премии
- 1973 — лауреат Государственной премии РСФСР имени К. С. Станиславского — за исполнение роли Марийки Уваровой в спектакле «Солдатская вдова»
- 1979 — почётное звание «Заслуженный артист РСФСР» (7 декабря 1979) — за заслуги в области искусства
- 1988 — медаль «Ветеран труда»
- 1997 — «Лучшая женская роль»
- 2006 — почётное звание «Народный артист Российской Федерации» (1 декабря 2006) — за большие заслуги в области искусства[1]
- 2006 — премия Правительства Омской области «За лучшую женскую театральную роль» имени народной артистки Российской Федерации Л. Г. Полищук[5] — за исполнение роли в спектакле «Последний пылкий влюбленный» по пьесе Нила Саймона
- 2006 — премия Администрации Омской области «За заслуги в развитии культуры и искусства»[5]
- 2011 — номинация на премию «Золотая маска» в категории «Лучшая женская роль» (сезон 2010—2011 годов) — за исполнение роли Виолетты Вестон в спектакле «Август. Графство Осэйдж»[6]
- 2018 — театральная премия «Золотая маска» в номинации «Драма/Женская роль второго плана» (спектакль «Время сэконд хэнд» Омского театра драмы).[7]
- 2020 — номинация на Национальную театральную премию «Золотая маска» за роль Эльзы в спектакле «Дракон» Е. Шварца Омского театра драмы.[8]
- 2024 — Орден «За заслуги в культуре и искусстве» (21 ноября 2024) — за большой вклад в развитие отечественной культуры и искусства, многолетнюю плодотворную деятельность[9]